# Oxalis caesia
Oxalis caesia là một loài thực vật có hoa trong họ Chua me đất. Loài này được Phil. mô tả khoa học đầu tiên năm 1860.